# 学士
学士（がくし、英:  bachelor's degree バチェラー・ディグリー）は、「学問を行う者」を原義とする語で、以下のような多様な意味がある。
1. 現在の学位の1つ。博士の学位、修士の学位および専門職学位に準ずる。この項目で主に解説する。学士の学位は「学士（○○）」（○○は専攻分野）と表記される。通称して学士号といわれる。学士に準ずる学位として短期大学士、学位に準ずる称号として準学士がある[1]。
2. 戦前の日本において、1872年（明治5年）に学制が施行されてから1887年（明治20年）に学位令が発布されるまで、一等学士から五等学士までの五段階で授与された学位。（→日本における学位の歴史）
3. 戦前の日本において、大学令に基づく旧制大学を卒業した者、専門学校令に基づく旧制専門学校等の旧制高等教育機関のうち文部省が学士の称号授与を認める修業年限3年以上（医学は4年以上）の課程を卒業した者に授与された称号。学士の称号は原則「○○学士」（○○は専攻分野）と表記されたが「製薬士」のような称号もあった。（→日本における学士の種類）
4. 戦後の日本において、1991年（平成3年）の学校教育法及び学位規則の改正まで、学校教育法に基づく新制大学を卒業した者に授与された称号。学士の称号は「○○学士」（○○は専攻分野）と表記された。（→日本における学士の種類）
5. 学問を専門とする人のことを学士という。いわゆる学者。ただし、肩書きや称号を意味するものではない。
6. 日本の律令制下において皇太子に経書の講義をした教官を東宮学士という。位階は従五位下に相当する。
7. 名誉学位のひとつ。名誉学士。
8. いわゆる、市民カレッジなどで、学位ではない称号として市民学士の称号が授与されるケースもある。
9. 民間資格（資格称号）のひとつに探偵学士や食学士、準食学士、ワイン科学士がある。

| 分類 | 分類         | 区分                                | 区分                                | 授与を行う標準的な課程                                                  | 授与を行う標準的な課程                                                  |
| ---- | ------------ | ----------------------------------- | ----------------------------------- | ----------------------------------------------------------------------- | ----------------------------------------------------------------------- |
| 称号 | 称号         | 準学士                              | 準学士                              | 高等専門学校の本科                                                      | 高等専門学校の本科                                                      |
| 称号 | 称号         | 高度専門士                          | 高度専門士                          | 専修学校の専門課程（専門学校）のうち、 4年制の学科                      | 専修学校の専門課程（専門学校）のうち、 4年制の学科                      |
| 称号 | 称号         | 専門士                              | 専門士                              | 専修学校の専門課程（専門学校）のうち、 2〜3年制の学科                   | 専修学校の専門課程（専門学校）のうち、 2〜3年制の学科                   |
| 学位 | （下記以外） | 博士                                | 博士                                | 大学院の博士課程 特定の省庁大学校の課程                                 | 大学院の博士課程 特定の省庁大学校の課程                                 |
| 学位 | （下記以外） | 修士                                | 修士                                | 大学院の修士課程 特定の省庁大学校の課程                                 | 大学院の修士課程 特定の省庁大学校の課程                                 |
| 学位 | （下記以外） | 学士                                | 学士                                | 大学の学部 短期大学の専攻科 高等専門学校の専攻科 特定の省庁大学校の課程 | 大学の学部 短期大学の専攻科 高等専門学校の専攻科 特定の省庁大学校の課程 |
| 学位 | （下記以外） | 短期大学士                          | 短期大学士                          | 短期大学の本科                                                          | 短期大学の本科                                                          |
| 学位 | 専門職学位   | 修士（専門職） （○○修士（専門職）） | 修士（専門職） （○○修士（専門職）） | 大学院の専門職学位課程 （専門職大学院）                                 | （法科・教職以外）                                                      |
| 学位 | 専門職学位   | 法務博士（専門職）                  | 法務博士（専門職）                  | 大学院の専門職学位課程 （専門職大学院）                                 | 法科大学院                                                              |
| 学位 | 専門職学位   | 教職修士（専門職）                  | 教職修士（専門職）                  | 大学院の専門職学位課程 （専門職大学院）                                 | 教職大学院                                                              |
| 学位 | 専門職学位   | 学士 （専門職）                     | ○○学士（専門職）                    | 専門職大学                                                              | 専門職大学                                                              |
| 学位 | 専門職学位   | 学士 （専門職）                     | 学士（○○専門職）                    | 大学の学部の専門職学科                                                  | 大学の学部の専門職学科                                                  |
| 学位 | 専門職学位   | 短期大学士 （専門職）               | ○○短期大学士（専門職）              | 専門職大学の前期課程 専門職短期大学                                     | 専門職大学の前期課程 専門職短期大学                                     |
| 学位 | 専門職学位   | 短期大学士 （専門職）               | 短期大学士（○○専門職）              | 短期大学の専門職学科                                                    | 短期大学の専門職学科                                                    |

## 学位の種類
以下は学位名称の英語略称及び英語表記の正式名称について代表的なものを記す。B.A.とBSは代表的な学位名称である。そのため、例えば学士（政治学）は英語表記でBachelor of Political Scienceと略さず、B.A. in Political Scienceと表記することが多い。
学位の種類及び英語表記例（略称付き）
- リベラル・アーツ系 - B.A. (Bachelor of Arts)
- 自然科学 - BS または BSc (Bachelor of Science)
- 社会科学 - BSocSc (Bachelor of Social Science)
- 教育学 - BEd (Bachelor of Education)
- 理科教育 - BSE (Bachelor of Science in Education)
- 哲学 - BPhil (Bachelor of Philosophy)
- 医学系 - MBBS (Bachelor of Medicine and Bachelor of Surgery)
- 神学系 - BD (Bachelor of Divinity)
- 獣医学 - BVSc (Bachelor of Veterinary Science)
- 心理学 - BAPSY (Bachelor of Arts or Science in Psychology)
- 歯科系 - BDent (Bachelor of Dentistry)
- 法学系 * LL.B. (Bachelor of Laws)
- 薬学系 - BPharm (Bachelor of Pharmacy)
- 経済系 - BEc (Bachelor of Economics)
- 看護学系 - BN (Bachelor of Nursing Science)
- 経営系 - BM (Bachelor of Management)
- 経営管理系 - BBA (Bachelor of Business Administration)
- 筋運動学系 - BKin, BPE, BHK, BHPE, BSc (Kin) (Bachelor of Kinesiology)
- 経営情報システム系 - BBIS (Bachelor of Business Information Systems)
- 公衆衛生学系 - BSPH (Bachelor of Science in Public Health)
- 商学系 - BCom (Bachelor of Commerce)
- 工学系 - BE または BEng (Bachelor of Engineering)
- 組織管理系 - BAOM (Bachelor of Arts in Organizational Management)
- 工学技術系 - BSET (Bachelor of Science in Engineering Technology)
- 数学系 - BMath (Bachelor of Mathematics)
- 航空学系 - BAvn (Bachelor of Aviation)
- 統合科学系 - BIS (Bachelor of Integrated Studies)
- 情報工学系 - BSc (IT) (Bachelor of Science in Information Technology)
- 口腔保健学系 - BOH (Bachelor of Oral Health Sciences)
- 建築学系 - BArch (Bachelor of Architecture)
- ジャーナリズム系 - BJ (Bachelor of Journalism)
- 風景建築系 - BLArch (Bachelor of Landscape Architecture)
- コミュニケーション学系 - BComn (Bachelor of Communication)
- 図書館情報系 - BLS (Bachelor of Library Science)
- 芸術系 - BFA (Bachelor of Fine Arts)
- デザイン系 - BDes (Bachelor of Design)
- 音楽系 - BM or BMus (Bachelor of Music)
- 映像系 - BF&TV (Bachelor of Film and Television)
- 栄養学系 - B.N.S. (Bachelor of Nutrition Science)
- 人間科学系 - BhSc (Bachelor of Human Science)
- 農学系 - B.Sc. Agr.(Bachelor of Science in Agriculture）

英語において、「Dr.」（博士）と異なり、学士の称号を姓名に冠し「Bachelor 〜」と呼ぶことはまずない。しかし、たとえばイタリア語では大学卒業者（日本などにおける学士号取得者に相当）に対し「博士」にあたる「Dottore（男性の場合）/Dottoressa（女性の場合）」という敬称が用いられる。

## 日本における学士
日本における学士の学位は、学士号ともいい、主に大学の学部を卒業した者に授与される学位であり、国際的にはBachelorに相当する。
学士に関する法令は学校教育法第68条の2第1項及び学位規則第2条により定められ、学士の学位授与権は大学及び独立行政法人大学改革支援・学位授与機構とされ、大学を卒業した者、ないし独立行政法人大学改革支援・学位授与機構に学位授与申請を行い審査に合格した者に授与されることとなっている（学校教育法第68条の2第4項第1号及び学位規則第6条の規定に基づき短期大学若しくは高等専門学校を卒業した者（又は大学設置基準（昭和31年文部省令第28号）第31条の規定による単位等大学における一定の単位の修得又は短期大学若しくは高等専門学校に置かれる専攻科のうち独立行政法人大学改革支援・学位授与機構が定める要件を満たすものにおける一定の学修その他文部科学大臣が別に定める学修を行った者）で、かつ、独立行政法人大学改革支援・学位授与機構が行う審査に合格した者に対し授与される旨が規定されている。）
今日では大学の名誉学位の一種として名誉学士の称号、或いは市民カレッジの市民学士の称号などが正式な学位以外にも派生している。また、大学内及び就職関係では前述の学士の英語圏表記である「Bachelor」の頭文字をとり、「B」と呼ばれることがある。

### 学士の学位が授与される課程
- 大学の学部
- 短期大学若しくは高等専門学校を卒業した者又はこれに準ずる者で、大学における一定の単位の修得又はこれに相当するものとして文部科学大臣の定める学習を行い、大学を卒業した者と同等以上の学力を有すると認める者
  - 短期大学専攻科
  - 高等専門学校専攻科
- 学校以外の教育施設で学校教育に類する教育を行うもののうち当該教育を行うにつき他の法律に特別の規定があるものに置かれる課程で、大学に相当する教育を行うと認めるものを修了した者
  - 防衛大学校本科
  - 防衛医科大学校医学科・看護学科
  - 海上保安大学校本科
  - 気象大学校大学部
  - 国立看護大学校看護学部
  - 水産大学校本科
  - 職業能力開発総合大学校長期課程、総合課程

学士以外の学位課程として、博士課程（博士後期課程）、修士課程（博士前期課程）、専門職学位課程があるが、学士のみ法令上は学部という。但し教育課程上、学士を取得する課程を学士課程ということがある。

### 日本における学士の種類

#### 1991年6月以前の学士の種類
1991年（平成3年）に、学位制度が改正される前までは、学士の種類は定められていた。
1878年（明治11年）に東京大学が定めた学士の種類は、法学士・理学士・文学士・医学士・製薬士の5つであった。ちなみに、これらの学士号のうち東京大学製薬学科本科で授与される製薬士のみ特異な名称であるが、明治11年1回生9名が卒業、東京大学大学院薬学研究科によれば製薬士の称号を授与されたとされ、実際に製薬士号の授与は5回生で終了し全員34名に留まったとされる。前述5種類の学士以外の学士として、東京高等商業学校（現一橋大学）専攻部修了者に授与された商業学士、日本法律学校（現日本大学）の卒業生に1898年（明治31年）から授与された日本法律学士、明治法律学校（現明治大学）卒業生に1900年（明治33年）から授与された明法学士、小西寫眞専門学校（現東京工芸大学）本科卒業生に授与された写真学士がある。（→学士の称号の広がり）
1956年に定められた大学設置基準（昭和31年文部省令第28号）では、学士の称号は文学士・教育学士・神学士・社会学士・教養学士・学芸学士・社会科学士・法学士・政治学士・経済学士・商学士・経営学士・理学士・医学士・歯学士・薬学士・看護学士・保健衛生学士・鍼灸学士・栄養学士・工学士・芸術工学士・商船学士・農学士・獣医学士・水産学士・家政学士・芸術学士・体育学士の29種類が定められていた（最終改正時）。
しかし、1991年（平成3年）の学位制度改正によって、学士号が称号から学位に移行するとともに、学位の名称も「○○学士」と専攻名称を冠する表記から「学士（○○）」と学位の後に括弧書きで専攻分野を付記する方式に変更。学位の種類も国が定める方式が廃され、各大学が自由に定められるようになった。

#### 1991年7月以降の学士の種類
日本の大学における学士号の種類は2007年の時点で従前の29種類から580種類へと大幅に増加した。こうした事態を受けて、文部科学省は2007年に学士号の種類について一定のルール化を図る方針である旨の見解を示したが、何ら措置を講じなかったため、2012年の時点ではさらに700種類を超すまでになった。しかし、その後も措置が講じられることはなく、2014年9月になって、文部科学省の依頼に答申するという形で日本学術会議が「（学士の）内容が不明確で国際的にも通用しない」とする報告書を提出することとなった。
学士号の混乱は、特に教養学として認識されてきた学際分野に顕著で、リベラル・アーツやカルチュラル・スタディーズの括りのもとに、ダイバーシティを重視するとした「カルチュラル・マネジメント学」「情報アーキテクチャ学」「人間環境マネジメント学」など 学科や中心領域ごとに学士号が増えた事例、または同じ学問領域でも大学によって学位が細分化ないし名称が離合集散する事例、大学によって「学士（総合政策学）」「学士（総合政策）」などと僅かな名称の差異が生じる事例などがある。
文部科学省は、学部等の新設にあたっては、「情報」「国際」「環境」などの現代的なキーワードを盛り込むことを求めていた時期があった。

### 沿革

#### 学士の名称の由来
学士という概念のはじまりは唐における学術・研究・教育分野の官職名として成立し、日本では律令制の導入に際し、その原型であった唐の官制に沿い皇太子付教育官として東宮学士の官職が設置されたことによる。明治以降、東宮学士の官職は廃止されたが、欧米のBachelorに相当する学位・称号として学士という語が充てられることとなった。

#### 学位制度草創期
学位制度草創期には、学士号の扱いをめぐって迷走した。1872年（明治5年）8月3日に公布された学制（明治5年太政官布告第214号。1879年（明治12年）に廃止。）は、大学卒業者に学士の称号を与えることとした。さらに、翌1873年（明治6年）4月の条文の追加により、（旧制）専門学校の学科を卒業した者にも学士の称号を与え得ることと規定された。 
1878年（明治11年）12月には、（旧制）東京大学に学士の称号を付与する権限が与えられ、翌1879年（明治12年）の第1期生卒業に際し学位の称号を授けた。学位の名称は、法学士・理学士・文学士・医学士・製薬士と定められた。もっとも、1883年（明治16年）になると、東京大学卒業生に学士の称号を授与するのを止めて、代えて得業士の称号を授けることとなった。そして、学士の位号は大学卒業の後、さらに高等試問を経て登第する者に限って授与されることとなった。
工部大学校の卒業生の一部に対しても、同様に一等学士から五等学士までの学位が制定され、成績の程度に応じてそれぞれの等級の学位が与えられていた。この他、司法省法学校、駒場農学校の卒業生にも学士の学位の授与が認められた。
1887年（明治20年）に帝国大学令が施行されて後は、学士号は学位ではなくなり、帝国大学分科大学卒業生が称し得る称号と位置付けられることとなった（得業士は大学が授与するものは廃止）。そして与えられる対象者も、原則として帝国大学分科大学卒業生と札幌農学校本科卒業生に限られることとなった。

#### 学士の称号の広がり
学士授与の対象者は徐々に広がり、日本法律学校（現日本大学）は1898年（明治31年）から卒業生に対して日本法律学士の称号を授与するようになり、明治法律学校（現明治大学）は1900年（明治33年）2月から卒業生に対して明法学士の称号を授与するようになった。また、東京高等商業学校（現一橋大学）は1901年（明治34年）から専攻部修了者に対して商業学士の称号を授与するようになった。
1920年（大正9年）公布の大学令によって、帝国大学以外の大学が認められるようになり、学士の称号を与えられる対象者が更に広がった。
1923年（大正12年）に創設された小西寫眞専門学校（現東京工芸大学）は設置申請後に文部省からその高度な教育内容に鑑み、写真学士の称号を与えるとの通知があり、本科卒業者に写真学士の称号を授与していた。1930年（昭和5年）には、同年3月31日以前において東京高等師範学校の専攻科又は広島高等師範学校の徳育専攻科を卒業した者は文学士と称することが認められた。

#### 戦後
戦後、大学進学者が増加するに伴い、学士の称号を得る者も増加していった。また、戦後、沖縄が本土復帰を果たした際に、沖縄の学校教育法の規定による学士の称号は、学校教育法の規定による学士の称号とみなされることとなった。

#### 称号から学位へ
1991年（平成3年）7月1日に施行された学校教育法の改正及び学位規則の改正により、学士は再び学位として定められることとなった。従前の学士の称号は法学士、経済学士などのように「学士」の前に専攻名を冠したものであったのに対して、現行の学位制度では学士（法学）、学士（経済学）のように統一的に「学士」とした上で専攻分野を括弧書きで付記することとされた。なお、前述のとおり旧制度時代の称号の学士も学位とみなされるが、当該制度改正に際して表記まで新制度方式に書き換える措置はとられなかったため、旧制度時代取得の学士はそのまま経済学士のように表記することとなっている。さらに、学位授与機構（現・独立行政法人大学改革支援・学位授与機構）による学士の学位授与の制度が設けられるに至った。

### 今日の学士の学位

#### 学士号の意義
学士号は、明治 - 戦前期においては、大学卒業人口が少なかった面もあり、その権威性は今日と比較にならないほど高かった。大学卒業者は相当なエリートとしてとらえられていたのである。学士号保有者について新聞などで記す場合、氏名の後に学士号を付記される習慣があった。また、「学士様」と尊称されることもあり、「学士様ならお嫁に上げよか」と言われ、1926年には『娘やるなら学士様へ』という映画も作られた。
しかし、大学の数は年代を経るごとに増加していき、大学卒業者も次第に一般化していく。学士様と呼ばれ、新聞報道では氏名の後に学士号を付記した習慣も、やがて無くなっていった。昭和3年（1927年）にかけては昭和金融恐慌が起こり、大学卒業者の就職難が深刻化し、昭和4年（1929年）には『大学は出たけれど』という映画作品まで作られるようになった。大正初期以降の社会においては増加する高学歴者を受け入れる場所が、官界以外殆どなく、学士は常に過剰で就職も困難であった。そのあおりで財閥に学士が就職することが起こった。
戦後は、大学卒業者が企業の幹部候補として珍重された。しかし、国民生活が豊かになるにつれて、大学の数、卒業者数ともに増加していった。大学（学部）・短期大学進学率については、昭和35年（1960年）は10%だったものが、平成18年（2006年）では45.5%である。1991年に、学校教育法並びに学位規則が改正され、学士号を学位とするなどの変更があった。
学士の学位は資格取得の要件とされたり、学士入学の機会や、大学院進学の要件とされている。次のステップアップを図る上での基礎資格的性格を帯びているのである。また、今日の生涯学習の時代にあっては、学士の学位をひとつの目標としてとらえる人も多い。学習意欲のよりどころとして、学士取得を目標に掲げる人が増えつつあるのが現状である。さらに、独立行政法人大学改革支援・学位授与機構が発足し、4年制大学学部卒業者以外にも学士の学位取得の門戸が広がっている。既に所有している学士に加えて別の学士を取るべく同機構の審査を受ける者もいる。能力と意欲のある人に学士の学位を取得する機会を広げることは、有効な選択肢として期待される。
ちなみに、すでに学士の学位を有する者が、大学に学士入学して卒業したり、科目等履修生として必要な単位を取得して独立行政法人大学改革支援・学位授与機構に申請することにより学士を取得することで、通算して2つ以上の学士の学位を持つことをダブルディグリーという。
なお、学士の学位は今日、第1種教育職員免許状を取得する際の基礎資格でもあり、また、文部科学省の定める専修学校設置基準では、学士の学位を取得すると専修学校高等課程教員資格、実務経験2年以上で専修学校専門課程教員資格が自動的に発生するなど、その指導的な地位が保障されている。

#### 複数学士号 （複数学位と共同学位）
高学歴化が進み、また様々な大学間の提携や学際的な研究領域の発達に伴い、いわゆる複数学士号という、所属大学が提携する他大学の単位を修得するなど一定要件を満たすことで、在籍する大学及び提携大学の学士も取得できる制度も次第に浸透しつつある。大学間の提携によりひとつの教育課程で複数の学士を取得できる仕組みを複数学位（ダブルディグリー）、ひとつの大学、ひとつの教育課程でいくつもの学士を取得できる仕組みを共同学位（ジョイントディグリー）という。また、ダブルディグリーをダブルメジャーという他、中国などでは双学士などという。また、学士の学位を3つ取得することをトリプルディグリーという例もあるが稀である。しかし、今日、独立行政法人大学改革支援・学位授与機構による学位授与事業の推進の結果、3つ以上取得する例も存在する。

## 各国の学士
- アメリカの女性が95歳で学士号を取得し、学士号の最高齢取得としてギネス世界記録に認定された[17]。
- 最年少記録は10歳と4ヶ月であるが、2019年12月にベルギーの9歳の男性がオランダの大学を9ヶ月で修了し記録が更新される予定[18]。
- イランでは、国会議員の選出要件を学士号以上の学位を取得を要件とする、国会選挙法第28条第4項改正法案が国会に提出されたとされる[19]。

### イギリス
イギリスにおいては、学士は資格単位フレームワーク(QCF)においてレベル6とされる。

### フランス
フランスにおいては、学士および職業学士に分類され、それぞれレベルIIとされる。

### ドイツ
ドイツの教育においては、学士はドイツ資格フレームワーク (DQR)レベル6とされる。